# Antonio Čolak
Antonio-Mirko Čolak (Ludwigsburg, Alemania, 17 de septiembre de 1993), más conocido como Antonio Čolak, es un futbolista croata que juega de delantero en el Spezia Calcio de la Serie B.

## Trayectoria
Debutó como profesional el 19 de octubre de 2013, cuando jugaba en el FC Nuremberg, en un partido de la Bundesliga frente al Eintracht de Frankfurt.
En 2015 fichó por el TSG 1899 Hoffenheim, que lo cedió al 1. FC Kaiserslautern, al SV Darmstadt 98, al FC Ingolstadt 04 y al HNK Rijeka en los cuatro años que estuvo en el club, abandonándolo definitivamente en 2019, cuando fichó en propiedad por el Rijeka.

### PAOK
Después de marcar 26 goles en 36 partidos, con el Rijeka, fichó por el PAOK de Salónica de la Superliga de Grecia.

## Selección nacional
Čolak fue internacional sub-18, sub-19 y sub-20 con la selección de Croacia.
Con la selección absoluta fue convocado por primera vez en agosto de 2020, para los partidos de la Liga de las Naciones de la UEFA 2020-21 frente a la selección de Portugal y frente a la selección de Francia, que se disputaron, respectivamente, el 5 y 8 de septiembre de dicho año. No debutó con la selección croata en ninguno de ellos, sino que lo hizo el 11 de noviembre de ese mismo año en un amistoso ante Turquía que terminó en empate a tres.

## Clubes
| Club                                 | Temporada     | Div.          | Liga  | Liga  | Copas nacionales | Copas nacionales | Copas internacionales | Copas internacionales | Total | Total |
| Club                                 | Temporada     | Div.          | Part. | Goles | Part.            | Goles            | Part.                 | Goles                 | Part. | Goles |
| ------------------------------------ | ------------- | ------------- | ----- | ----- | ---------------- | ---------------- | --------------------- | --------------------- | ----- | ----- |
| Karslruher S. C. II · Alemania       | 2011-12       | 4.ª           | 1     | 1     | 0                | 0                | -                     | -                     | 1     | 1     |
| Karslruher S. C. II · Alemania       | Total club    | Total club    | 1     | 1     | 0                | 0                | -                     | -                     | 1     | 1     |
| F. C. Núremberg II · Alemania        | 2012-13       | 4.ª           | 31    | 12    | 0                | 0                | -                     | -                     | 31    | 12    |
| F. C. Núremberg II · Alemania        | 2013-14       | 4.ª           | 26    | 16    | 0                | 0                | -                     | -                     | 26    | 16    |
| F. C. Núremberg II · Alemania        | 2014-15       | 4.ª           | 1     | 0     | 0                | 0                | -                     | -                     | 1     | 0     |
| F. C. Núremberg II · Alemania        | Total club    | Total club    | 58    | 28    | 0                | 0                | -                     | -                     | 58    | 28    |
| F. C. Núremberg · Alemania           | 2013-14       | 1.ª           | 6     | 0     | 0                | 0                | -                     | -                     | 6     | 0     |
| F. C. Núremberg · Alemania           | 2014-15       | 2.ª           | 1     | 0     | 0                | 0                | -                     | -                     | 1     | 0     |
| F. C. Núremberg · Alemania           | Total club    | Total club    | 7     | 0     | 0                | 0                | -                     | -                     | 7     | 0     |
| Lechia Gdańsk · Polonia              | 2014-15       | 1.ª           | 30    | 10    | 1                | 0                | -                     | -                     | 31    | 10    |
| Lechia Gdańsk · Polonia              | Total club    | Total club    | 30    | 10    | 1                | 0                | -                     | -                     | 31    | 10    |
| 1. F. C. Kaiserlautern II · Alemania | 2015-16       | 4.ª           | 1     | 2     | 0                | 0                | -                     | -                     | 1     | 2     |
| 1. F. C. Kaiserlautern II · Alemania | Total club    | Total club    | 1     | 2     | 0                | 0                | -                     | -                     | 1     | 2     |
| 1. F. C. Kaiserslautern · Alemania   | 2015-16       | 2.ª           | 22    | 5     | 2                | 0                | -                     | -                     | 24    | 5     |
| 1. F. C. Kaiserslautern · Alemania   | Total club    | Total club    | 22    | 5     | 2                | 0                | -                     | -                     | 24    | 5     |
| S. V. Darmstadt 98 · Alemania        | 2016-17       | 1.ª           | 22    | 4     | 2                | 3                | -                     | -                     | 24    | 7     |
| S. V. Darmstadt 98 · Alemania        | Total club    | Total club    | 22    | 4     | 2                | 3                | -                     | -                     | 24    | 7     |
| F. C. Ingolstadt 04 II · Alemania    | 2017-18       | 4.ª           | 1     | 1     | 0                | 0                | -                     | -                     | 1     | 1     |
| F. C. Ingolstadt 04 II · Alemania    | Total club    | Total club    | 1     | 1     | 0                | 0                | -                     | -                     | 1     | 1     |
| F. C. Ingolstadt 04 · Alemania       | 2017-18       | 2.ª           | 6     | 0     | 2                | 0                | -                     | -                     | 8     | 0     |
| F. C. Ingolstadt 04 · Alemania       | Total club    | Total club    | 6     | 0     | 2                | 0                | -                     | -                     | 8     | 0     |
| H. N. K. Rijeka · Croacia            | 2017-18       | 1.ª           | 16    | 6     | 0                | 0                | -                     | -                     | 16    | 6     |
| H. N. K. Rijeka · Croacia            | 2018-19       | 1.ª           | 24    | 12    | 5                | 7                | 2                     | 0                     | 31    | 19    |
| H. N. K. Rijeka · Croacia            | 2019-20       | 1.ª           | 32    | 20    | 5                | 4                | 4                     | 2                     | 41    | 26    |
| H. N. K. Rijeka · Croacia            | 2020-21       | 1.ª           | 4     | 0     | 0                | 0                | 0                     | 0                     | 4     | 0     |
| H. N. K. Rijeka · Croacia            | Total club    | Total club    | 76    | 38    | 10               | 11               | 6                     | 2                     | 92    | 50    |
| PAOK de Salónica F. C. · Grecia      | 2020-21       | 1.ª           | 10    | 1     | 0                | 0                | 6                     | 0                     | 16    | 1     |
| Malmö FF · Suecia                    | 2021          | 1.ª           | 26    | 14    | 1                | 3                | 14                    | 5                     | 41    | 22    |
| Malmö FF · Suecia                    | Total club    | Total club    | 26    | 14    | 1                | 3                | 14                    | 5                     | 41    | 22    |
| PAOK de Salónica F. C. · Grecia      | 2021-22       | 1.ª           | 15    | 2     | 2                | 1                | 6                     | 0                     | 23    | 3     |
| PAOK de Salónica F. C. · Grecia      | Total club    | Total club    | 25    | 3     | 2                | 1                | 12                    | 0                     | 39    | 4     |
| Rangers F. C. Escocia                | 2022-23       | 1.ª           | 14    | 11    | 0                | 0                | 10                    | 3                     | 24    | 14    |
| Rangers F. C. Escocia                | Total club    | Total club    | 14    | 11    | 0                | 0                | 10                    | 3                     | 24    | 14    |
| Total carrera                        | Total carrera | Total carrera | 289   | 117   | 20               | 18               | 42                    | 10                    | 351   | 145   |

## Palmarés

### Títulos nacionales
| Título          | Club            | País    | Año     |
| --------------- | --------------- | ------- | ------- |
| Copa de Croacia | H. N. K. Rijeka | Croacia | 2019    |
| Copa de Croacia | H. N. K. Rijeka | Croacia | 2020    |
| Allsvenskan     | Malmö FF        | Suecia  | 2021    |
| Serie B         | Parma Calcio    | Italia  | 2023-24 |

### Distinciones individuales
| Distinción                                    | Año  |
| --------------------------------------------- | ---- |
| Máximo goleador de la Primera Liga de Croacia | 2020 |